# 帕濟伊夫卡
49°26′47″N 37°9′27″E / 49.44639°N 37.15750°E
帕濟伊夫卡（烏克蘭語：Пазіївка）是位於烏克蘭東部的村莊，由哈爾科夫州伊久姆區的薩溫齊市鎮負責管轄。該村始建於1923年，面積0.1平方公里，海拔高度135米，2001年人口37，人口密度每平方公里389.5人。